# Road Town

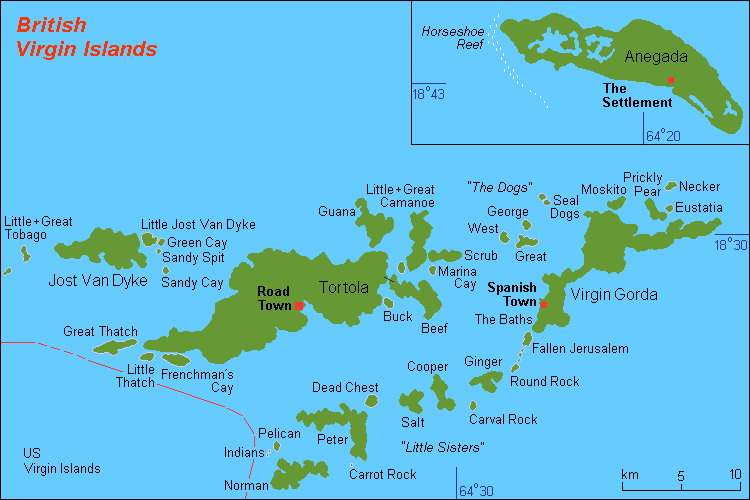
Road Towns läge

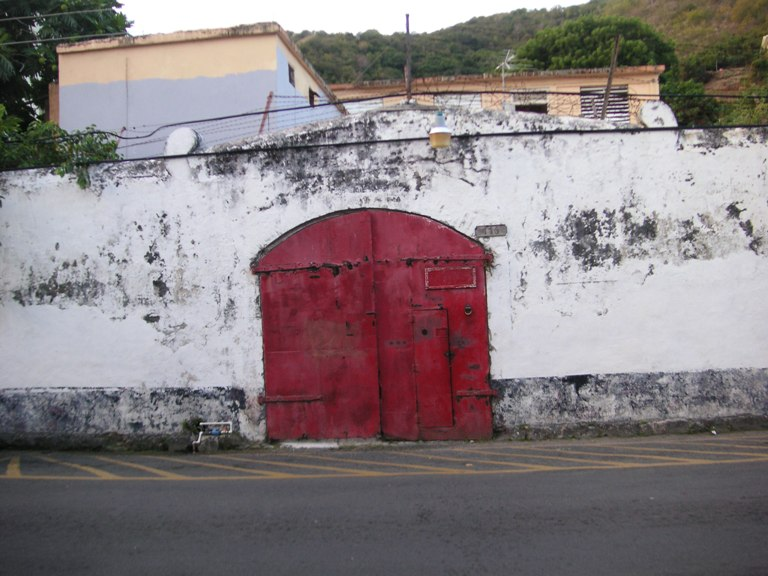
Fängelset HM Prison

Road Town är huvudstad i ögruppen Brittiska Jungfruöarna bland de Små Antillerna i Västindien som är ett brittiskt utomeuropeiskt territorium.

## Staden
Road Town är huvudstaden i Brittiska Jungfruöarna och är belägen på ön Tortola i en dal vid viken Road Bay på öns sydvästra del. Staden och har cirka 9 500 invånare. 
Centrum utgörs av området kring Waterfront Drive och Main Street mellan Wickhams Cay 1 i väst och Wickhams Cay 2 i öst. Där finns några historiska byggnader som det gamla varuhuset Pusser's Company Store från 1700-talet, fängelset HM Prison byggt på 1840-talet, Governor's House och J.R. O'Neal Botanic gardens samt forten Fort Burt på Slaney Hill i väst, Fort George på Fort Hill i öst, Fort Charlotte på Harrigans Hill och Fort Road town på Russell Hill.
Förutom förvaltningsbyggnader, sjukhus, postkontor och banker finns även ett museum Virgin Islands Folk Museum som bland annat visar bruksföremål från öns historia.
Stadens hamn är ett populärt mål för såväl kryssningsfartyg som större och mindre fritidsbåtar.
Stadens flygplats Road Town Airport (flygplatskod "RAD") med kapacitet för internationellt flyg ligger på öns östra del cirka 12 km öster om centrum.

## Historia
Staden grundades 1648 av nederländska bosättare från det Nederländska Västindiska Kompaniet. Namnet härstammar från det nautiska begreppet the roads ("redd"), som betyder ett läge mindre skyddat än en hamn, men lämpligt som ankarplats.
Tortola blev en brittisk koloni år 1672 som del i Antigua och området expanderade sedan Storbritannien även annekterat öarna Anegada och Virgin Gorda.
1713 döptes området till kolonin Brittiska Jungfruöarna sedan även öarna Jost Van Dyke, Guana Island, Ginger Island, Norman Island, Salt Island och Peter Island annekterats.
1816 införlivades området i kolonin "St Christopher and Nevis and Anguilla" och administration flyttades 1825 till Saint Kitts.
1833 frigjordes området och blev del i "Leeward Islands colony".
Den 1 augusti 1834 lästes "Proclamation of Emancipation" (avskaffandet av slaveriet) för Brittiska Jungfruöarna upp i staden vid Sunday Morning Well.
1917 döptes området till Brittiska Jungfruöarna sedan USA köpt de södra Amerikanska Jungfruöarna från Danmark.
Den 1 januari 1960 blev området en egen koloni och den 18 april 1967 blev ön slutligen ett eget territorium.

### Fotnoter
1. ↑  United Kingdom - British Virgin Islands Arkiverad 20 augusti 2006 hämtat från the Wayback Machine. Commonwealth Secretariat